# 長野県長野工業高等学校
長野県長野工業高等学校（ながのけんながのこうぎょうこうとうがっこう）は、長野県長野市差出南にある公立（県立）の工業高等学校。通称は長工（ちょうこう）。

## 概要
1918年に長野県立工業学校として開校。県内の工業高校の中では規模が大きく伝統がある。2004年度からは文部科学省が定める「IT人材育成プロジェクト」研究指定校になった。
全日制と定時制あわせ複数の学科が設置されており、一貫して分野ごとの生産技術の基礎的な知識と技術を学ぶ。在学中の国家資格取得や、周辺地域の企業や団体による講演や説明会を通じた実践的な経験を得たり、信州大学や諏訪東京理科大学との高大連携研究などといった活動に強みを持つ。

## 設置学科

### 全日制
機械工学科
機械系の製図・設計などの基礎的な知識と技術を学ぶほか、材料の性質や加工・製造・用途などについての知識と技術、コンピュータを使用した生産システムを学ぶ。
電気電子工学科
電気基礎・電力技術・電子技術などの基礎的な知識と技術を学ぶ。
物質化学科
生産や環境問題などの基礎的な知識と技術を化学の視点から学び、めっきや化学分析など工業化学の知識を要する技術者を育成する。
情報工学科
コンピュータをはじめとしたプログラミングや人工知能の基礎的な知識と技術を学ぶ。
土木工学科
土木系の測量・計画・設計・施工などの基礎的な知識と技術を学ぶ。
建築学科
建築系の製図・設計・構造・計画などの基礎的な知識と技術を学ぶ。近年ではBIMやCADを用いたコンピュータ設計も履修する。

### 定時制
基礎工学科
全日制の機械工学科、電気電子工学科、情報工学科にあたる科目を学び、現代的な工業技術者を育成する。
建築科
全日制の建築学科にあたる科目を履修する。

## 沿革
- 1918年（大正7年）4月 - 長野市岡田町（現在は長野バスターミナルがある場所）に、長野県立工業学校として開校。機械電気科、応用化学科を設置。
- 1920年（大正9年）4月 - 長野県令38号により、長野県長野工業学校に改称。
- 1923年（大正12年）4月 - 土木建築科を設置。
- 1938年（昭和13年）4月 - 機械電気科を機械科と電気科に分科。
- 1942年（昭和17年）4月 - 土木建築科を土木科と建築科に分科。
- 1944年（昭和19年）4月 - 応用化学科を工業化学科に改称。
- 1948年（昭和23年）4月1日 - 学制改革により、長野県長野工業高等学校となる。
- 1966年（昭和41年）4月 - 校舎を現在地の長野市安茂里に移転。
- 1986年（昭和61年）4月 - 情報技術科を設置。
- 1996年（平成8年）4月 - 環境システム科を設置。
- 2000年（平成12年）4月 - 定時制の機械科と電気科を統合し、基礎工学科を設置。
- 2003年（平成15年）8月12日 - 野球班が第85回全国高等学校野球選手権大会へ出場。（1回戦：智辯和歌山1-6）[1]
- 2019年（平成31年）4月1日 - 学科再編、機械工学科、電気電子工学科、物質化学科、情報工学科、土木工学科、建築学科を設置。
- 2021年（令和3年）3月31日 - 機械科、電気科、情報技術科、工業化学科、土木科、建築科、環境システム科を閉科。

## 校訓・教育目標

### 校訓
- 至誠努力 - 第2代校長の長井教雄の創案による。由来は、東京高等工業学校（現東京工業大学）の教育精神の1つとしてある「至誠一貫」にちなみ、「至誠努力」としたといわれる。1929年6月に信濃教育会総会で記念講演を行った法隆寺貫主佐伯定胤に揮毫を依頼し、扁額として講堂に掲げた。[2]

### 教育目標
- 健康で自主的精神にみち、将来、社会のよき形成者としての資質を養い、工業の諸分野における基礎的な知識、技能、態度に習熟した技術者の育成を期する。

## 著名な出身者
- 宮澤崇史（自転車競技選手）
- 村山新治（映画監督）
- 小池均（元プロ野球選手）
- 中澤隆範(俳優)

## 校章
- 1948年の学制改革と同時に、桜の文様を背景に「工」の変字体を配置したものが制定された。桜の文様は開校時の旧所在地の愛称「桜が丘」に由来したもので、それ以前は単純に「工」の変字体のみであった。

## 学校行事
10月上旬に文化祭「長工祭」が催され、一般開放や体育祭も併せて行われる。
- 工業高校であるため、他校と比較して実演や体験、土木建築作品の展示が充実している。
- このほかに2年次の修学旅行や3年次の課題研究などがある。

## 班・同好会活動
北信地方の他の公立高校と同じく「部」のことを「班」と呼称する。
運動班
陸上競技班
硬式野球班
軟式野球班
サッカー班
ラグビー班
テニス班
バレーボール班
バスケットボール班
バドミントン班
卓球班
柔道班
剣道班
弓道班
水泳班
スキー班
山岳班
文化班
機械工学班
電気電子工学班
情報工学班
物質化学班
土木工学班
建築学班
基礎工学班
建築班
EV競技班
文芸班
吹奏楽班
合唱班
軽音楽班
美術班
写真班
家庭科班
同好会
英語同好会
空手動同好会
自転車競技同好会
棋道同好会

## 校歌・応援歌
- 校歌「文化にかおる」（作詞：相馬御風 作曲：辻順治 補作：西村文雄）
  - 1番から3番まで歌詞が存在するが、2番は長らく歌唱されていない。
  - このほか旧校歌「朝日の山に」（作詞：浅井冽 作曲：岡野貞一）が存在する。
- 応援歌「朝日に匂う」（作詞作曲者不詳）
- 応援歌「高きエールに」（作詞：石田洋司　作曲：島津敏夫）
- 会歌「清き流れの」（作詞：江間貢　作曲：小出貞幸）

## 公共交通機関

### 鉄道駅
- 東日本旅客鉄道信越本線：安茂里駅下車後徒歩15分

### バス停留所
- アルピコ交通犀北団地線22「長野工業高校前」下車。